# Apalone ferox
Apalone ferox е вид влечуго от семейство Мекочерупчести костенурки (Trionychidae).

## Разпространение
Видът е разпространен в САЩ (Алабама, Джорджия, Флорида и Южна Каролина).